# Lamastre
Lamastre is een gemeente in het Franse departement Ardèche (regio Auvergne-Rhône-Alpes). De plaats maakt deel uit van het arrondissement Tournon-sur-Rhône. Lamastre telde op 1 januari 2022 2.336 inwoners.
Vroeger verbond een spoorlijn Lamastre met andere, grotere plaatsen zoals nabijgelegen Valence, maar het station wordt thans alleen nog gebruikt ter recreatie en als historisch object. 's Ochtends en 's middags zijn er wel busverbindingen met plaatsen in de regio.

## Geografie
De oppervlakte van Lamastre bedroeg op 1 januari 2022 25,45 vierkante kilometer; de bevolkingsdichtheid was toen 91,8 inwoners per km².
De onderstaande kaart toont de ligging van Lamastre met de belangrijkste infrastructuur en aangrenzende gemeenten.

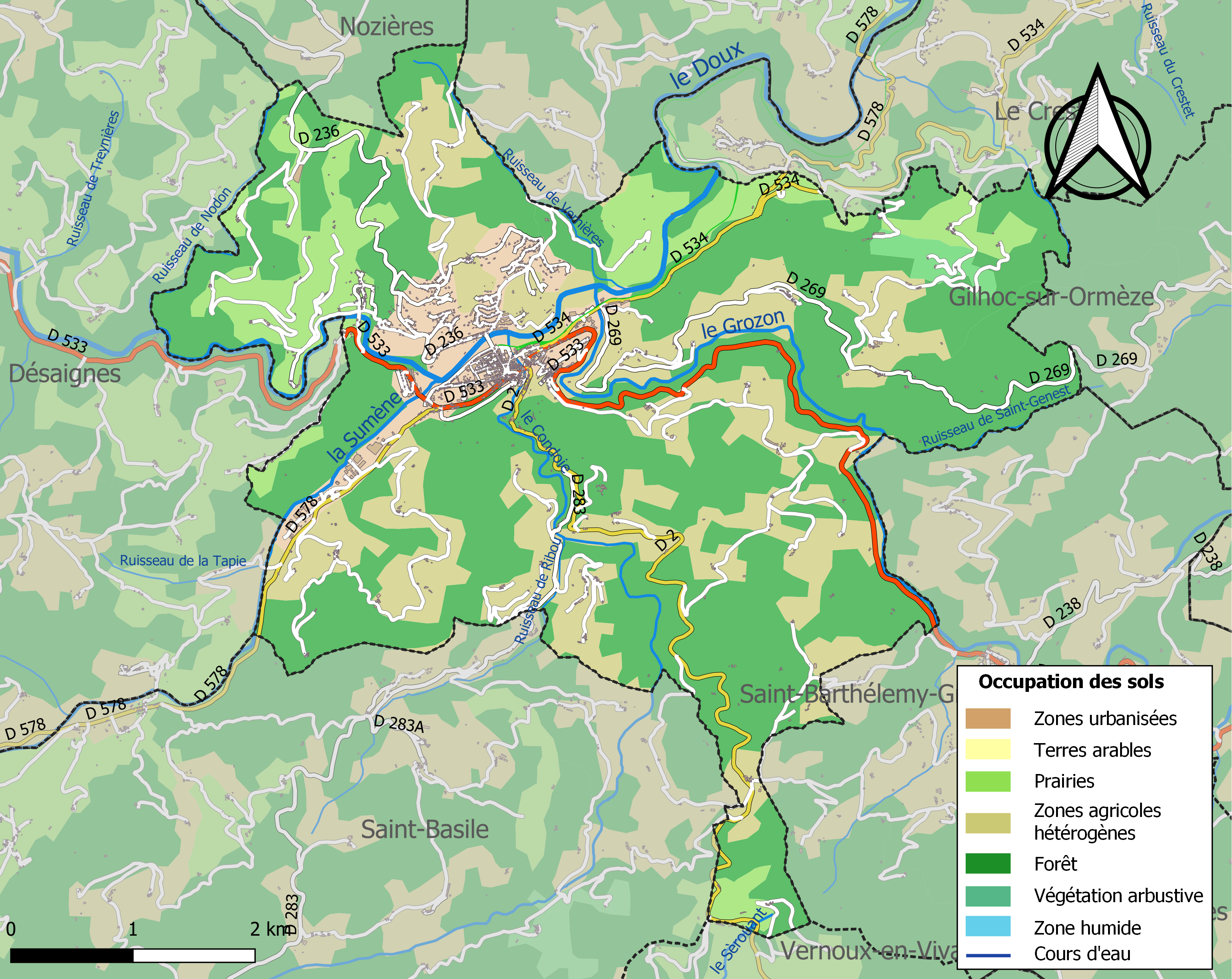

## Demografie
Onderstaande figuur toont het verloop van het inwonertal (bron: INSEE-tellingen).

Vanwege een beveiligingsprobleem met de MediaWiki Graph-software is het momenteel niet mogelijk deze grafiek weer te geven. Zodra de software is bijgewerkt zal de grafiek vanzelf weer zichtbaar worden.

## Trivia
- In 2001 was Lamastre het decor voor de film "Falling" in een regie van Hans Herbots naar de gelijknamige roman van Anne Provoost.